# Hieronymus Albrecht Hass

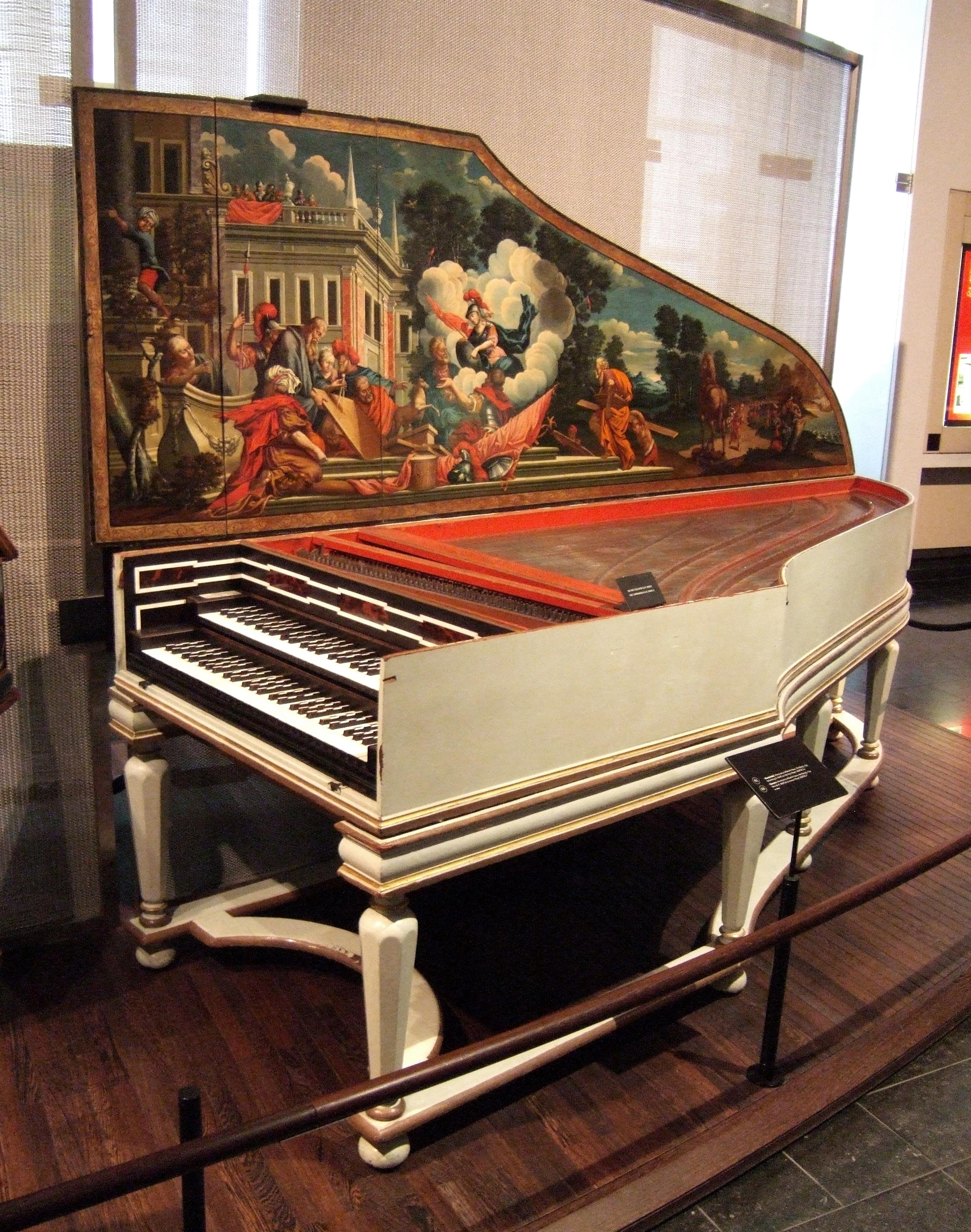
Un clavicembalo a due manuali realizzato da Hieronymus Albrecht Hass.

Hieronymus Albrecht Hass, in alcuni testi antichi noto anche come Haas, Hasse, Hase, Hasch (Amburgo, battezzato il 1º dicembre 1689 – Amburgo, sepolto il 19 giugno 1752), è stato un cembalaro tedesco, costruttore di clavicembali e di clavicordi.

## Biografia
Poche le notizie che si hanno sulla sua vita. Nato nel 1689, in un documento del 1713 viene già indicato come «Instrumentenmacher» ("Costruttore di strumenti") e come «Clavirmacher» ("Costruttore di strumenti a tastiera"). Il più antico riferimento scritto relativo alla sua attività risale al 1758, quando Jakob Adlung parlò di un certo «Hasse in Hamburg», costruttore di un non meglio identificato «cembal d'amour».
Nel 1773 il musicologo Charles Burney accennò ad «Hasse, father and son, both dead» ("Hasse, padre e figlio, entrambi morti") come costruttori di organi, specificando che «their Flügel and Claviere are much sought After» ("I loro clavicembali e le loro tastiere sono molto ricercati"). Secondo Raymond Russell, l'importanza e la qualità dei suoi strumenti lo collocano nei primi posti fra i cembalari tedeschi. 
Dei suoi strumenti giunti fino al XXI secolo, Frank Hubbard scrisse che solamente uno ha una disposizione fonica comune. Tutti gli altri testimoniano la continua ricerca di varianti e di perfezionamenti: un clavicembalo del 1721 raggiunge infatti l'inusuale lunghezza di quasi tre metri e uno del 1723 ha una curiosa disposizione 3 x 8' e 4'.
Occasionalmente, Hass realizzò anche strumenti con registri da 16' e da 2' (come, ad esempio, il clavicembalo a tre manuali costruito nel 1740). Comune a tutti, però, sono la struttura della cassa, ispirata ai modelli fiamminghi, la coda arrotondata e l'aspetto massiccio. Lavorò in collaborazione con suo figlio Johann Adolph Hass, e, dei suoi strumenti, sono sopravvissuti fino al XXI secolo undici clavicordi, due clavicembali a un manuale, tre clavicembali a due manuali e un clavicembalo a tre manuali.